# يورج شتراتمان
يورج شتراتمان (مواليد 7 أبريل 1954) هو مبارز بالسيف ألماني غربي، مثّل بلاده في الألعاب الأولمبية الصيفية 1984.

## روابط رياضية
يورج ستراتمان على موقع أوليمبيديا (الإنجليزية)